# Ek prosopou
Ek prosopou (em grego: ἐκ προσώπου; "representante") era um título amplamente usado no Império Bizantino nos séculos IX-XII por substitutos de titulares de diversos ofícios. O título poderia ser aplicado em um sentido genérico para qualquer alto funcionário, tais como o estratego de um tema, que era em um sentido o substituto do imperador bizantino. Em um sentido mais técnico, como usado nos Taktika ou lista de ofícios dos séculos IX-XI, ele foi usado por funcionário subordinados que substituíram um estratego ou outro governador provincial de um dos ministérios governamentais centrais de um distrito específico (chamado ekprosopike por Cecaumeno). O mesmo uso também é atestado na hierarquia eclesiástica.